# ناصر فیروزمند
جعفر صانعی سپهبد نیروی زمینی شاهنشاهی ایران و معاون ستاد بزرگ‌ارتشتاران در دوره محمد رضا پهلوی در ارتش شاهنشاهی ایران و از امضا کنندگان اعلامیه بی‌طرفی ارتش در ۲۲ بهمن ۱۳۵۷ بود.
او در جلسه روز ۲۲ بهمن ۱۳۵۷ در خصوص اعلان بی‌طرفی ارتش چنین گفت:
من هم به منظور جلوگیری از خونریزی بیهوده با پیشنهاد سپهبد حاتم موافقم ولی با توجه به خواسته اکثریت پرسنل نیروهای مسلح عقیده دارم که لازم است با ملت ایران همبستگی اعلام شود.
صانعی پس از انقلاب ۱۳۵۷ اگرچه در ایران ماند و محاکمه شد اما پس از مدتی آزاد شده و تا پایان عمر در ایران زندگی کرد.